# Ведийский язык
Веди́йский язы́к (веди́йский санскри́т) — наиболее ранняя разновидность древнеиндийского языка; язык индуистского культа в Индии.
Представлен двумя разновидностями:
- Более архаичным поэтическим языком мантр (гимнов, песнопений, ритуальных формул и заговоров). Мантры составляют четыре Веды, из которых самые древние — «Ригведа» (около середины II тыс. до н. э.) и более поздняя «Атхарваведа» (Веда магических заговоров и заклинаний)
- Языком позднейшей прозы. Проза — это Брахманы (комментарии к Ведам) и возникшие на основе Вед философские произведения.

Уже в период создания поздних мантр ведийский санскрит, скорее всего, не функционировал как живой язык (вытесненный в повседневной жизни ранними среднеиндийскими диалектами), сохраняясь в ритуальной и научной сфере. На основе языка ведийской прозы (в первую очередь Брахман), нормализованного древнеиндийскими грамматистами (прежде всего Панини) в середине I тыс. до н. э., постепенно сформировался классический санскрит.

## Лингвистическая характеристика
В фонетике характерная черта языка мантр — допустимость зияния в связи с неприменением ряда сандхи, обязательных в санскрите. Ведийскому санскриту свойственно полумузыкальное ударение.
Морфология характеризуется сохранением индоевропейских архаизмов, наличием множества вариантов и окказиональных образований. Имеются следы доведийского субстрата.
Ведийская глагольная система богаче классической санскритской:
- имеются субъюнктив, или конъюнктив (наклонение, которое в языке мантр часто употребляется в функции будущего времени) и инъюнктив (наклонение со значением упоминания действия и слабыми модальными значениями);
- косвенные наклонения образуются не только в системе презенса, но также от основ аориста и, реже, перфекта;
- основы перфекта могут присоединять вторичные (имперфектные) окончания, образуя так называемый плюсквамперфект.

В имени продуктивны корневые основы, редкие в классическом санскрите.
Для синтаксиса характерно широкое использование частиц, нередко функционирующих как союзы или имеющих модальное значение, относительно свободный порядок слов, в языке мантр — более самостоятельный статус у глагольных превербов, фигурирующих как связанные префиксы в классическом санскрите.
Язык «Ригведы» во многом отражает особенности общеиндоевропейской поэтической речи (особенно близок к авестийскому языку).
В лексике и фразеологии широко представлены архаизмы.
Отдельные черты ведийского санскрита объединяют его с пракритами.